# Гонгожи
Гонгожи (порт. Gongogi)  —  муниципалитет в Бразилии, входит в штат Баия. Составная часть мезорегиона Юг штата Баия. Входит в экономико-статистический микрорегион Ильеус-Итабуна. Население составляет 11 668 человек на 2006 год. Занимает площадь 198,305 км². Плотность населения — 58,8 чел./км².

## Статистика
- Валовой внутренний продукт на 2003 год составляет 24 689 819,00 реалов (данные: Бразильский институт географии и статистики).
- Валовой внутренний продукт на душу населения на 2003 год составляет 2216,12 реалов (данные: Бразильский институт географии и статистики).
- Индекс развития человеческого потенциала на 2000 год составляет 0,586 (данные: Программа развития ООН).